# Johan Falk: Spelets regler
Johan Falk: Spelets regler är en svensk action-thriller från 2012 i regi av Charlotte Brändström med Jakob Eklund i huvudrollen. Filmen släpptes på dvd den 26 september 2012 och är den tionde filmen om Johan Falk.

## Handling
När filmen börjar har det har gått två år sedan Johan Falk (Jakob Eklund) och Frank Wagner (Joel Kinnaman) bröt sitt samarbete och Frank slutade som infiltratör åt polisen. Frank har precis haft nyinvigning av sin bar när hans före detta flickväns bror Kevin hamnar i svårigheter på grund av spelskulder. Samtidigt håller Johan och GSI-gruppen, tillsammans med tyska polisen, på att spränga en ovanligt hänsynslös liga som säljer en ny typ av narkotika som slår hårt mot ungdomar.
Franks sökande efter Kevin korsar Johans utredning och öppnar upp för ett nytt samarbete dem emellan - med den stora skillnaden att den här gången är det personligt för Frank. Det dröjer inte länge förrän Frank hamnar djupare än någonsin in i den organiserade brottsligheten. Johan och GSI tvingas iscensätta en avancerad operation för att snärja ledaren för knarkligan. Situationen blir ännu farligare eftersom det finns ytterligare en infiltratör med i spelet.

## Rollista
- Jakob Eklund - Johan Falk
- Joel Kinnaman - Frank Wagner
- Ruth Vega Fernandez - Marie Lindell
- Mikael Tornving - Patrik Agrell
- Alexander Karim - Niklas Saxlid
- Mårten Svedberg - Vidar Pettersson
- Zeljko Santrac - Matte
- Meliz Karlge - Sophie Nordh
- Marie Richardson - Helén Andersson
- Alexander Lang - Vijay Khan
- Adil Khan - Pramit Khan
- Mahmut Suvakci - Ali Mahmoud Hansson
- Jens Hultén - Seth Rydell
- Jessica Zandén - Eva Ståhlgren, chef länskrim
- Anastasios Soulis - Felix Rydell
- Youssef Salama Zaki - Walid
- Hanna Alsterlund - Nina Andersson
- Isidor Alcaide Backlund - Ola Falk
- Shebly Niavarani - Avram Khan
- Henrik Norlén - Lasse Karlsson